# دلتا سيغما سيتا

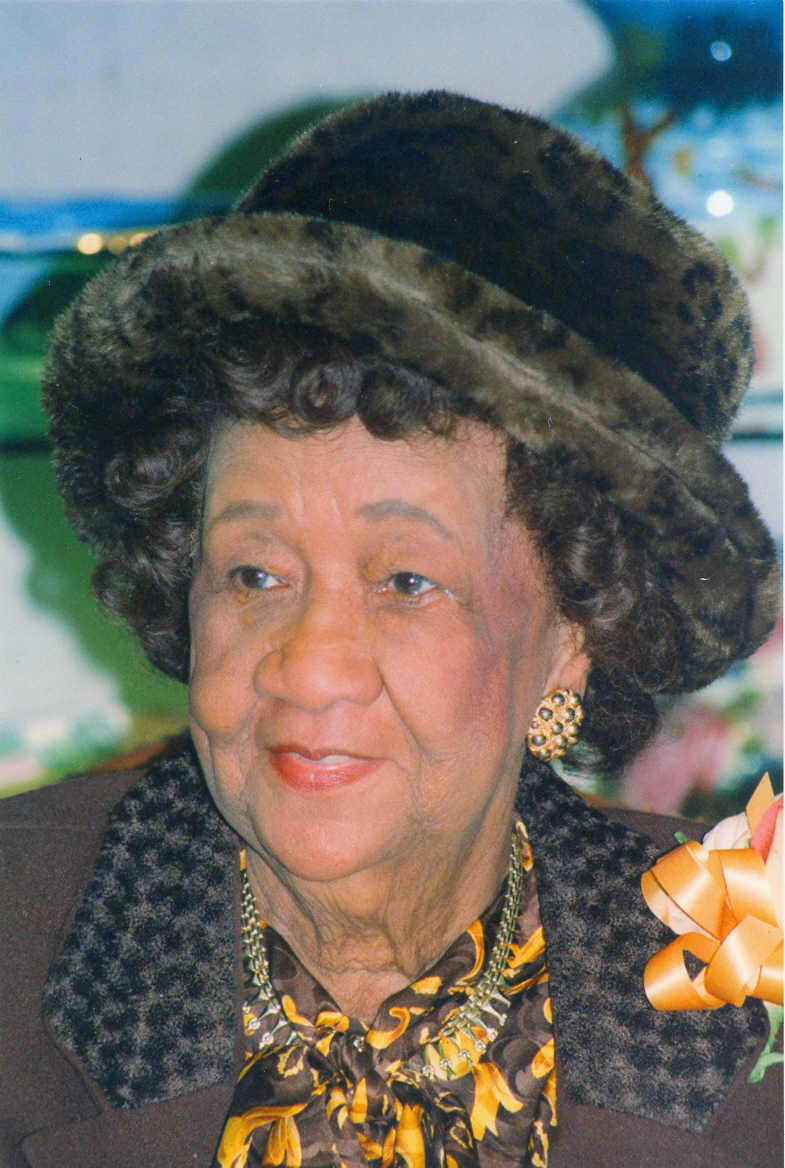

تعد المنظمة النسائية «دلتا سيغما سيتا»، التي يرمز لها بالرمز اليونانى "ΔΣΘ"، وتختصر أحيانا ل (Deltas/DST) ناديا نسائيا لخريجات الجامعات مصاغا بالحرف اليوناني، وهي في الأصل مخصصة للخدمة العامة مع التركيز على البرامج التي تستهدف طائفة الأمريكان ذوي الأصول الأفريقية.
تأسست  المنظمة في الثالث عشر من يناير عام 1913، ويعود فضل تأسيسها لاثنى، وعشرين خريجة من خريجات جامعة «هوارد» الكائنة بالعاصمة واشنطن.   
لا تخضع عضويتها لأى شروط تتعلق بالدين، أو العرق، أو الجنسية فهى متاحة لكل امرأة تفى باحتياجات المنظمة، سواءا انضمت إليها بعد التخرج، أو أثناء الفصل الدراسى الجامعى النهائى، أوخلال التحاقها  بفصول الدراسات العليا.   منظمة النساء السمر«دلتا سيغما سيتا» هي الأوسع انتشارا في العالم حيث يزيد عدد أعضائها عن 300 ألف عضو، ولها في الوقت الحالى 390 فرع موزعة  في جزر البهاما، برمودا، كندا، إنجلترا، ألمانيا، جاميكا، اليابان، ليبريا، كوريا الجنوبية، أمريكا، كان بدايتهم نساء أغلبهم من خريجات الجامعات. تندرج المنظمة كعضو في عدة منظمات جامعة منها:
- المجلس القومى اليونانى (NPHC)؛ الذي يشمل تسع منظمات يونانية  دولية معنية بالنوادى النسوية  وخطاب التآخى.
- الجمعية الوطنية للنهوض بالأشخاص الملونين (NAACP).
- المجلس الوطنى للنساء السود.

أما الرئاسة الحالية للمنظمة فهى ل «بيفرلى إيفانز سميث» التي تصنف بأنها الرئيس السادس والعشرين.

## التاريخ

### بدء مشاركة المنظمة في العمل العام1912-1913
في مسيرة نسائية  مطالبة بحق المرأة في التصويت، في الثالث من مارس عام 1913 بمدينة واشنطن شاركت «دلتا سيغما سيتا» لأول مرة في العمل العام واليوم هي أكبر منظمة للأمريكان ذوى الأصول الإفريقية مصاغة بالحرف اليونانى.
أنشطة المنظمة                                                                                                  
ابتكرت المنظمة منذ نشأتها برامج لتحسين المناخ السياسى، التعليمى، الإجتماعى، الإقتصادى، وخصوصا في مجتمعات السمر؛ بالإضافة  لوضع برامج مستقلة، مع إستمرارية التعاون مع المنظمات المجتمعية، والشركات لتحقيق هذه الأهداف.
مئوية المنظمة  
وصلت المنظمة لعامها المئوى كونها أول منظمة سمراء مصاغة بالحرف اليونانى تشارك في مسابقة موكب الأزهار (Roses Parade) المقامة في باسادينا، كاليفورنيا في 1 يناير عام 2013 بطواف يحمل عنوان «تحول المجتمعات من خلال الخدمة، التآخى».

### تطوير المقومات الأساسية، وضع البرامج: 1914- 1930
- كانت المهمة الأولية لأعضاء «دلتا سيغما سيتا» عقب التأسيس مباشرة هي العمل على تطوير كلا من؛ مقومات العمل الأساسية، آلية تنفيذ البرامج، تلخصت المهمة الأولى في:
- اليمين الذي صاغه مارى تشيرش تيريل في عام 1914.
- في السنوات المبكرة قامت الفصول الخاصة بتلبية احتياجات مختلفة للمجتمعات المحلية التي تم تطبيقها فيها.
- خلال عقد كامل من العشرينيات شهدت المنظمة تطورا كبيرا، فعملت على تطوير دمج آلية وضع البرامج مع التواصل فيما بينها، وفصول النادى النسائى.
- في عام 1920 افتتحت المنظمة  «أسبوع مايو»، وأسست لها منصة للنشر الرسمى بعنوان «دلتا»، أسست أيضا في نفس العام فصل «أوميجا» وفاءا بفضل الراحلات «سوروز»، «سادى تى إم ألكسندر» اللاتى تم انتخابهم كأول رئيسات شرفيات للمنظمة.
- كتب «فلورنس كول تالبرت»، و «أليس دنبر نيلسون» الأنشودة الرسمية ل «دلتا سيغما سيتا»  واعتمدت في عام 1924.
- في عام 1925 تم تحديد الأقاليم المقرر العمل عليها، و«جابر ووك» كجهة لجمع التبرعات.
- تأسست لجنة المنح، والمعايير عام 1929.
- في السابع عشر من فبراير عام 1930 تم إدراج المنظمة كهيئة دائمة.

### نشر البرنامج: 1931- 1955
-  دمج النادى النسائى سمح للمنظمة بتحسين التوسع في الفصول.                                                    
-  كانت هناك حاجة لتأجير فصول محلية خاصة، ذلك قبل إدراج المنظمة كهئية دائمة؛ وبرغم ذلك، أصبح تأجير الفصول أيسرعلى القيادة الإقليمية بعد دمج المنظمة مع المنظمة الوطنية.  
-  تأسس مشروع المكتبة الوطنية عام 1937 لتسهيل تزويد المواطنين السمر بالكتب في المناطق الريفية الجنوبية التي لا يتوافر فيها مكتبات، أو لصعوبة وصول المواطنين لمناطق المكتبات.                          
-  انطلاق حملة النصرالوطنية للكتاب في عام 1942 لمد الجنود بالكتب.  
-  في عام 1945 تبرعت المنظمة لأول مرة ب 1000 دولار لصندوق كلية نيجرو المتحدة.      
-  أسست المنظمة عددا من اللجان وهي؛ «ألفا فاى ألفا»، «ألفا كابا ألفا»، «كابا ألفا بسى»، «زيتا فاى بيتا»  «سيجما جاما رو»، وفي عام 1945 قامت بتأسيس المجلس الأمريكى لحقوق الإنسان بهدف «حشد نفوذ  وموارد أعضائه في النضال من أجل بث العدالة، ومبدأ تكافؤ الفرص لجميع المواطنين الأمريكين».
-  في الوقت الذي كانت فيه الصراعات على أشدها داخل الولايات المتحدة الأمريكية من أجل حقوق المرأة، والأقليات؛ وعت قيادة المنظمة للنضال العظيم الذي يخوضه ذوى الأصول الأفريقية في العالم أجمع مما حفزها على فتح أول فصل أجنبى في «بورت أو برنس»، هايتى، في عام 1950.  
-  رأت قيادة «دلتا سيغما سيتا» ضرورة إنشاء مقر مركزى واحد يستوعب جميع سجلاتها، والممتلكات التي تقع في حوزة المنظمة بعد الزيادة الشاسعة في البرامج، والفصول، والأعضاء، وفي عام 1953 تم تخصيص أول مكتب رئيسى للمنظمة.
-  استمرارا في جهودها لدعم المحتاجين في الخارج، أنشأت المنظمة عام 1955 قسم الولادة في مستشفى ثيكا التذكارى.  

### برامج إضافية تركز على ملكية المرأة، وحقوقها المدنية: 1956- 1970
قبل هذه الحقبة سعت المنظمة لتوحيد برامج الفصول مع اثنين من البرامج الدولية خارجيا، كما سعت مع بداية عقدها الخامس نحو ضمان تركيز جميع الفصول على برنامجا مشتركا يحمل موضوعا محليا محوريا واحدا؛ وبناءا عليه قام الرئيس الوطنى العاشر«دورثى هايت» عام 1956، بتطبيق (النقاط الخمس الدافعة). النقاط الخمس الدافعة هي المجالات الخمس التي تغطيها برامج المنظمة؛ وهي: الدفع نحو التنمية التعليمية، التنمية الاقتصادية، الصحة العقلية، والجسدية، الوعى السياسى والمشاركة، الوعى الدولى والمشارك. في عام 1960 شاركت «دلتا» كداعم ل«المنظمة الوطنية للمرآة» في مؤتمر المساواة في التعليم. احتفلت المنظمة عام 1963 بمرور خمسين عاما على إنشائها بالمشاركة في مسيرة واشنطن، كما أنشأت لجنة العمل الإجتماعى في الميثاق الوطنى السابع والعشرين.        
في عام 1966 أنشأت المنظمة  «دلتا للنهوض بالمراهقين»، وفي عام 1967 استقبل الرئيس الأمريكى«ليندون جونسون» المجلس التنفيذى ل «دلتا سيغما سيتا» في البيت الأبيض لمناقشة اهتمامات، وقضايا المجتمع. في عام 1968 تم تأسيس برنامج الأمهات الغير متزوجات، وبحلول عام 1970 قامت المنظمة بدعم الندوة الدولية الشرق إفريقية للمرأة في نيروبى، كينيا.

### التركيز على التعليم: 1971- 1975
اتخذت المنظمة خطوات واسعة في الخمسينيات، والستينيات لمناهضة العزل، والممارسات العنصرية في التعليم، والمرافق العامة لكن هذه الممارسات العنصرية لا تزال قائمة. وعت المنظمة إن القضاء على التمييز يرجع في الأساس لتوعية المجتمعات، ففى عام 1971 شاركت المنظمة، ومؤتمر الكونغرس للمواطنين السود في رعاية مؤتمرات السياسة الوطنية المعنى بتعليم السود، حيث ركزت على طرح نقاط التفاوت، وأوجه القصور في المدارس التي يرتفع بها عدد السود. أسست المنظمة في عام 1973 برنامج الحق في القراءة لمساعدة الأميين وظيفيا. أنشأت المنظمة عام 1975 مراكز الارتقاء بالحياة للتركيز على القضايا التي وضعها الأفراد من الطفولة حتى الكهولة.                                                          

### الدعوة لدعم النساء، والأمهات: 1976- 1999
في عام 1979 كشف الستار عن تمثال «الصبر» في حرم جامعة هوارد، وفي عام 1993 تم فحصه كجزء من استبيان سيمثسونيان المسمى ب«الحفاظ على النحت في الهواء الطلق». يصور التمثال المصنوع من قطعة معدنية رقيقة، امرأة ترتدى فستان بلا أكمام، حذاء عال الكعب، شعرها قصيرا منسدلا، وإحدى ذراعيها يميل خلف ظهرها، ذراعها الأيسر يتأرجح فوق رأسها ، أزاح أعضاء «دلتا سيغما سيتا» الستارعن التمثال في 28 أبريل 1979 في الساعة 3:15 عصرا، لتكريم مؤسسى نادى  الخدمة النسائى«دلتا»، يرمز التمثال إلى القوة، الشجاعة، الحكمة، الجمال، الأنوثة، كما تصورها الأعضاء. بدأت المنظمة في أوائل الثمانينيات بعقد «مؤنمرات قمة» التي ركزت على مختلف قضايا المجتمع الأمريكى الأفريقى، كما رأت المنظمة ضرورة لفت الانتباه تحو القضايا التي ثؤثر على النساء، والأقليات، ولم تأخذ الاهتمام الكافى في الولايات المتحدة، عقدت المنظمة القمة الأولى التي ركزت على قضايا المرأة الأمريكية،  و في عام 1984 عقدت القمة الثانية، التي تنتاول بشكل أساسى الدعوة لدعم الآباء الوحيدين. تبنت مؤسسة «دلتا للتعليم والأبحاث» في عام 1987 مؤتمرا دوليا في ناساو، جزر البهاما بعنوان «من امرأة إلى امرأة: أبوة-أمومة العزباء من منظور أممى»، وفي عام 1989 أنشأت برنامج مدرسة أمريكا.

### توسيع مدى البرامج المحلية، والدولية: 1990- 2002
في ظل أهمية، وإتساع البرامج أئنذاك، رأت المنظمة ضرورة إنشاء برامج تزيد من تعميق، ومدى نشاط المنظمة، وفي عام 1990 عقدت المنظمة في العاصمة واشنطن ما سمى ب «أيام دلتا الأولى» حيث التقى أعضاء المنظمة بأعضاء الكونجرس لبحث المؤاثرات على النساء، والأقليات. في عام 1992 المنظمة الأولى للأمريكان ذوى الأصول الأفريقية تتعاون مع المنظمة الدولية من أجل البشرية حيث قامت ببناء مئات المنازل للمحتاجين. في عام 1993 عقدت المنظمة مؤتمر القمة الثالث «إعداد الشباب للرجولة» بعد هلع تزايد معدلات السجن بين الشباب. سافرت المنظمة إلى غانا 1996، وأقامت أربعبن منزلا بالتعاون مع المنظمة الدولية من أجل البشرية. اعتمدت المنظمة مدرسة «أديليد تامبو» للمعاقين جسديا في جنوب إفريقيا، وفي نفس العام تلقت المنظمة من مؤسسة العلوم الوطنية (NSF) مليون دولار لصالح مشروع  تجارب العلوم اليومية (SEE)، وطارت بعدها لسوازيلاند، بجنوب إفريقيا لتأسيس منزل «الدلتا» لاحتضان الأطفال اليتامى، الذين توفى أبائهم بمرض نقص  المناعة البشرية الإيدز، وتخصيص مركز لتدريب الكمبيوتر في ليسوتو. في عام 2002 أصبحت المنظمة الأمريكية الإفريقية الثانية بعد المجلس الوطنى للنساء السود (NCNW)  التي استحقت كمنظمة غير حكومية الوصول لمنصب استشاري خاص لدى الأمم المتحدة.